# Salvador Casañas i Pagès
Salvador Casañas i Pagès (Barcelona, 5 de setembre de 1834 — 27 d'octubre de 1908) fou un bisbe d'Urgell i copríncep d'Andorra, bisbe de Barcelona i cardenal català.

## Inici
Va néixer al carrer d'Amargós, número 11, de Barcelona. Estudià al Seminari Conciliar de Barcelona i més tard a la Universitat de València, on el 1857 es llicencià en teologia. Fou ordenat sacerdot a Barcelona el 18 de desembre de 1858 pel bisbe Antoni Palau i Térmens, i el destinaren a la parròquia de la Mare de Déu del Pi d'aquesta ciutat com a rector-ecònom, càrrec que ocuparia durant vint anys. Mentrestant va ser professor i després rector del seminari barceloní i canonge administrador de la catedral.

## Consagració episcopal
El 23 de març de 1879, a la catedral de Barcelona i de mans del bisbe José María de Urquinaona Bidot, fou consagrat bisbe titular de Ceramus i nomenat administrador apostòlic del bisbat d'Urgell per tal de suplir les funcions del seu titular Josep Caixal i Estradé, que vivia exiliat a Roma a conseqüència del desenllaç de la Tercera Guerra Carlina. Caixal morí a finals d'aquell any, i aleshores Casañas fou nomenat bisbe d'Urgell sede plena. Aquell mateix 1879, per elecció dels bisbes de la Província eclesiàstica Tarraconense i nomenament d'Alfons XII, rei d'Espanya, fou proclamat senador.
Conjuminà l'activitat pastoral amb una important projecció patriòtica, i en aquest sentit impulsà la commemoració del mil·lenari de Montserrat (1880) i la restauració del monestir de Ripoll (1893). Des del seu títol de copríncep d'Andorra inherent al de bisbe d'Urgell, defensà aferrissadament la independència i la catalanitat d'aquest principat davant les embranzides annexionistes de França dels anys 1882, 1894 i 1895. Això li valgué que el 25 de juny de 1896 el papa Lleó XIII el fes cardenal del títol de Santi Quirico e Giulitta. En 1887, amb Ramona Torres, funda a Puigcerdà la congregació religiosa de les Germanes del Sant Àngel Custodi.

## Trasllat a Barcelona
El 1901 fou nomenat bisbe de Barcelona a petició de l'ajuntament de la ciutat. Participà en el conclave de 1903 que elegí el papa sant Pius X.
La vetlla del dia de Nadal de 1905 fou objecte d'un intent d'atemptat anarquista al claustre de la catedral barcelonina, del qual sortí il·lès. L'assalt fou perpetrat per un militant anarquista de Vic de nom Josep Sala i Comas, que fou detingut i que morí presumptivament enverinat, a la presó, l'endemà mateix.
L'any següent fou un dels principals impulsors de la participació del catalanisme catòlic en la coalició "Solidaritat Catalana". L'any 1907 anuncià el projecte per construir l'església de Sant Josep Oriol.

## Mort
Va morir a Barcelona el 27 d'octubre de 1908, i està sebollit a la catedral. La ciutat li dedicà el carrer adjacent a la basílica del Pi, de la qual havia estat rector tants anys.

## Galeria

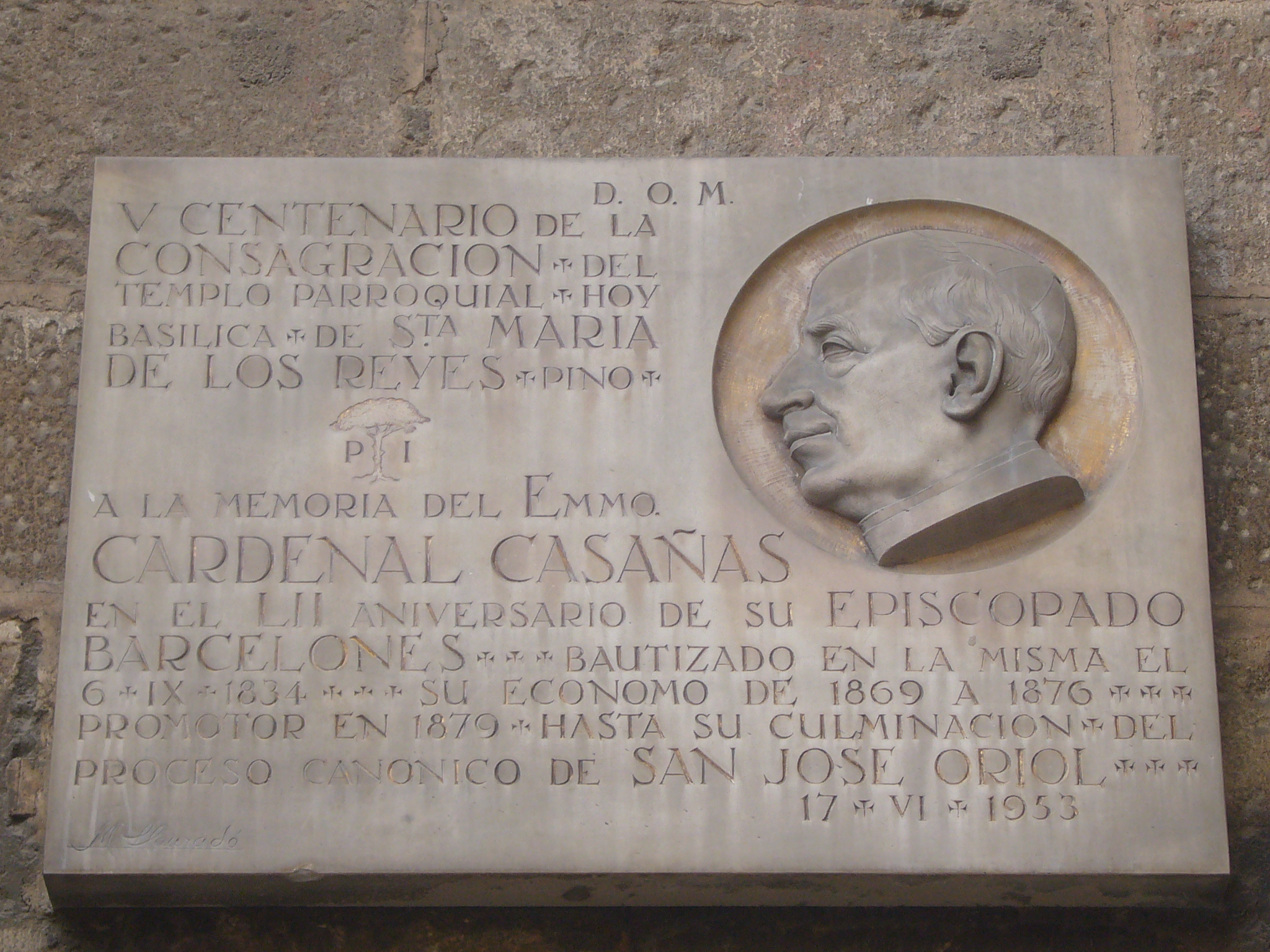
Placa d'homenatge a la façana de Santa Maria del Pi de Barcelona, tocant al carrer del Cardenal Casañas.
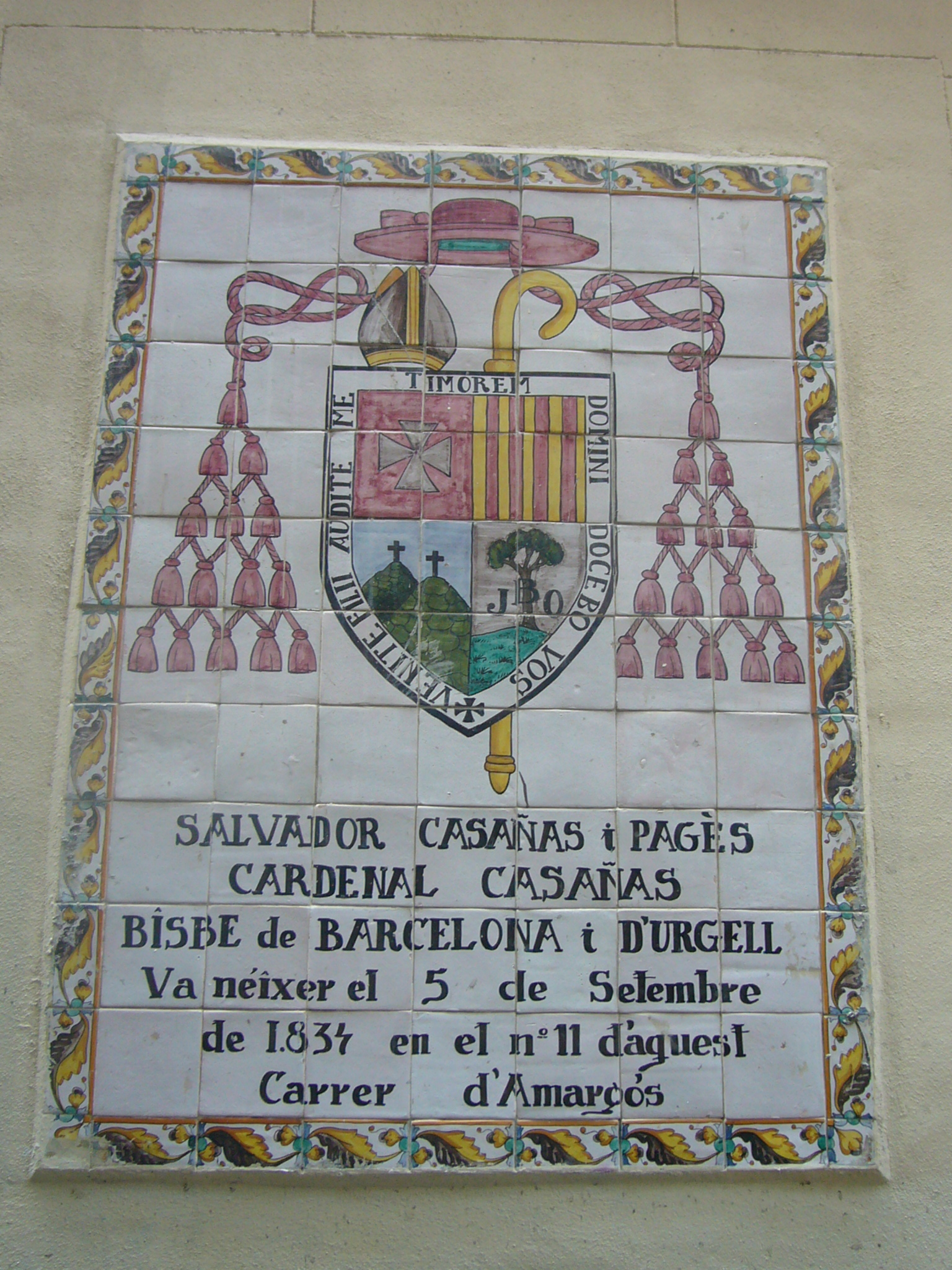
Placa a la casa natal, al carrer d'Amargós núm. 11 de Barcelona
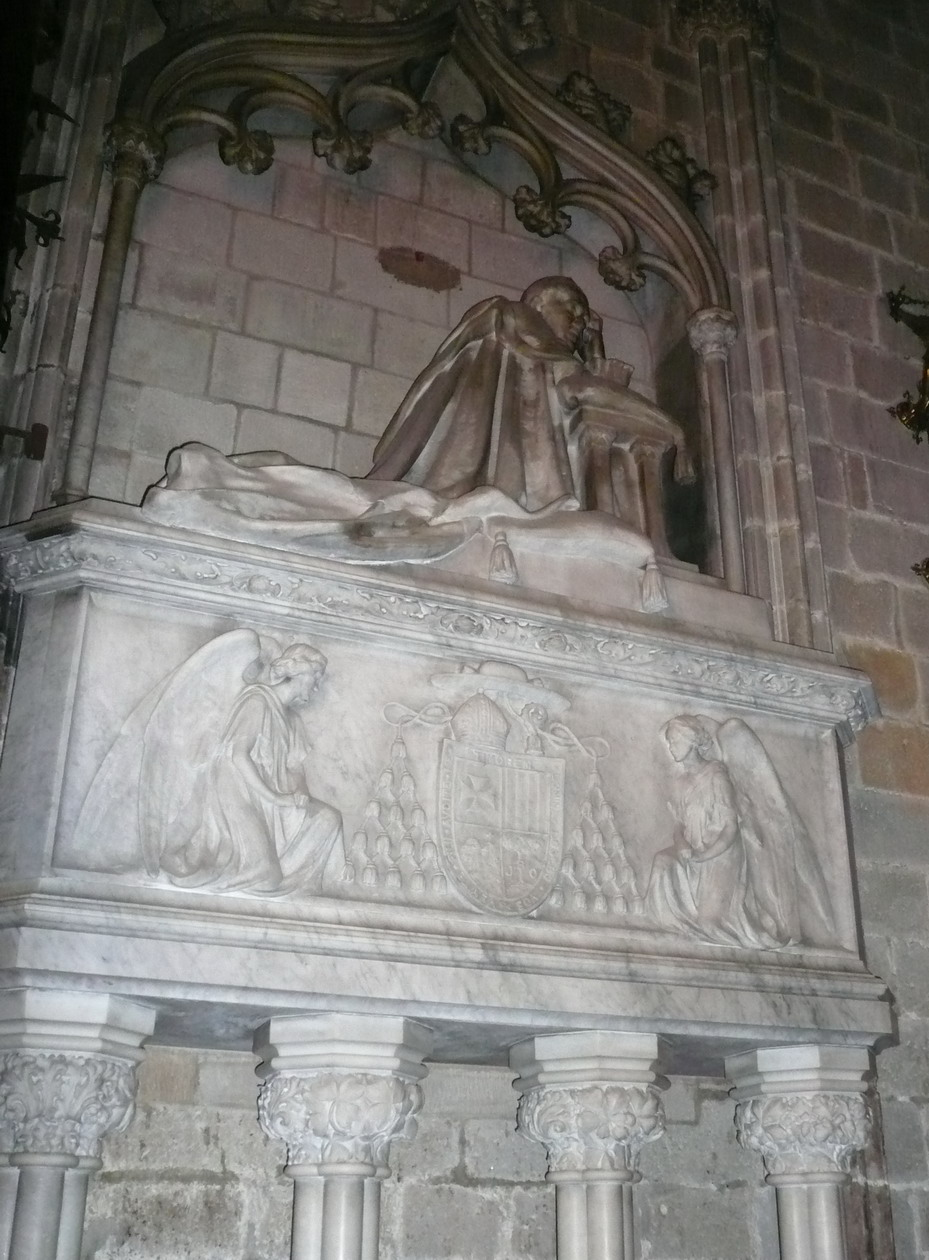
Mausoleu del cardenal Casañas a la catedral de Barcelona